# Antonella Attili
Antonella Attili (Roma, 3 aprile 1963) è un'attrice italiana.

## Biografia
Fa il suo esordio al cinema nel 1988, interpretando la madre del piccolo Totò (Salvatore Cascio) in Nuovo Cinema Paradiso, per la regia di Giuseppe Tornatore. Il film vince il Gran premio della giuria al Festival di Cannes e l'Oscar come miglior film straniero. Lavora ancora con Tornatore in Stanno tutti bene e L'uomo delle stelle. Prende parte anche a Il lungo silenzio, unico film italiano di Margarethe von Trotta. Nel 1994 lavora a Dichiarazioni d'amore di Pupi Avati, dove compare tra i protagonisti accanto a Angiola Baggi e Delia Boccardo. Anche Anthony Minghella la vuole per un piccolo ruolo nel suo Il paziente inglese.
Il film di Stefano Incerti Prima del tramonto le vale la candidatura al Nastro d'argento come migliore attrice non protagonista.
Nel 2001 interpreta la moglie di Sergio Castellitto in Concorrenza sleale di Ettore Scola. Ritorna a recitare per Scola in Che strano chiamarsi Federico, dove interpreta la prostituta Wanda. Fra il 2008 e il 2010 interpreta la madre del Libanese nella serie televisiva Romanzo criminale per la regia di Stefano Sollima. Nel 2011 è al Teatro Vascello di Roma con Marble dell'autrice irlandese Marina Carr, in cui interpreta il ruolo di Anne, per la regia di Paolo Zuccari. Dal 2018 al 2023 interpreta la siciliana Agnese Amato nella soap di Rai 1, Il paradiso delle signore.
Nel 2021 partecipa a Propaganda Live con una serie di monologhi (aveva già lavorato con Diego Bianchi nel film Arance & martello nel 2014). Dal 2021 è ambasciatrice per Terre des Hommes, una onlus che si occupa dei diritti umani dei bambini.

## Filmografia

### Cinema
- Nuovo Cinema Paradiso, regia di Giuseppe Tornatore (1988)
- Stanno tutti bene, regia di Giuseppe Tornatore (1990)
- Verso sera, regia di Francesca Archibugi (1990)
- Cena alle nove, regia di Paolo Breccia (1991)
- L'amante senza volto, regia di Gerardo Fontana (1993)
- Il lungo silenzio, regia di Margarethe von Trotta (1993)
- Dichiarazioni d'amore, regia di Pupi Avati (1994)
- Quando finiranno le zanzare, regia di Giorgio Pandolfi (1994)
- L'uomo delle stelle, regia di Giuseppe Tornatore (1995)
- Pugili, regia di Lino Capolicchio (1995)
- Cronaca di un amore violato, regia di Giacomo Battiato (1996)
- Un bugiardo in paradiso, regia di Enrico Oldoini (1998)
- Prima del tramonto, regia di Stefano Incerti (1999)
- Concorrenza sleale, regia di Ettore Scola (2001)
- Quello che cerchi, regia di Marco Simon Puccioni (2001)
- Solino, regia di Fatih Akın (2002)
- Non prendere impegni stasera, regia di Gianluca Maria Tavarelli (2006) – cameo (Moglie Andrea)
- SoloMetro, regia di Marco Cucurnia (2007)
- Caos calmo, regia di Antonello Grimaldi (2008)
- Christine Cristina, regia di Stefania Sandrelli (2010)
- Hai paura del buio, regia di Massimo Coppola (2010)
- Missione di pace, regia di Francesco Lagi (2011)
- Gli equilibristi, regia di Ivano De Matteo (2012)
- Amiche da morire, regia di Giorgia Farina (2013)
- Che strano chiamarsi Federico, regia di Ettore Scola (2013)
- Arance & martello, regia di Diego Bianchi (2014)
- Io che amo solo te, regia di Marco Ponti (2015)
- La cena di Natale, regia di Marco Ponti (2016)
- I peggiori, regia di Vincenzo Alfieri (2017)
- Cuori puri, regia di Roberto De Paolis (2017)
- La musica del silenzio, regia di Michael Radford (2017)
- Ricchi di fantasia, regia di Francesco Miccichè (2018)
- Tolo Tolo, regia di Checco Zalone (2020)
- Il ladro di cardellini, regia di Carlo Luglio (2020)
- La cena perfetta, regia di Davide Minnella (2022)
- Per niente al mondo, regia di Ciro D'Emilio (2022)
- War - La guerra desiderata, regia di Gianni Zanasi (2022)
- Il grande giorno, regia di Massimo Venier (2022)
- I peggiori giorni, regia di Massimiliano Bruno ed Edoardo Leo (2023)
- Castelrotto, regia di Damiano Giacomelli (2023)
- Il complottista, regia di Valerio Ferrara (2024)

### Televisione
- Il caso Graziosi, regia di Sandro De Santis – film TV (1996)
- Dio vede e provvede – serie TV, episodio 1x01 (1996)
- Amico mio 2 – serie TV, 6 episodi (1998)
- Don Matteo, regia di Enrico Oldoini – serie TV (2000)
- Vola Sciusciù, regia di Joseph Sargent – film TV (2000)
- Tutti i sogni del mondo, regia di Paolo Poeti – miniserie TV (2003)
- Le stagioni del cuore, regia di Antonello Grimaldi – serie TV (2004)
- Distretto di Polizia – serie TV, episodi 6x03, 11x24 (2006-2012)
- Die Sterneköchin, regia di Manfred Stelzer – serie TV (2007)
- Il giudice Mastrangelo, regia di Enrico Oldoini – serie TV (2007)
- Romanzo criminale - La serie, regia di Stefano Sollima – serie TV (2008)
- I liceali, regia di Lucio Pellegrini – serie TV (2008)
- Fratelli detective, regia di Giulio Manfredonia – serie TV (2009)
- I liceali 2, regia di Giulio Manfredonia – serie TV (2009)
- Un caso di coscienza, regia di Luigi Perelli – serie TV (2009)
- Squadra antimafia - Palermo oggi, regia di Pier Belloni e Beniamino Catena – serie TV, 5 episodi (2009-2010)
- Maria di Nazaret, regia di Giacomo Campiotti – miniserie TV (2012)
- I segreti di Borgo Larici, regia di Alessandro Capone – miniserie TV (2013)
- Un posto al sole – soap opera (2014)
- 140 secondi, regia di Valerio Bergesio – serie TV (2015)
- Baciato dal sole, regia di Antonello Grimaldi – miniserie TV (2016)
- Il paradiso delle signore – serie TV (2018-2023)
- Màkari, regia di Michele Soavi – serie TV (2021-in corso)
- La Storia, regia di Francesca Archibugi – serie TV (2024)
- Tutto quello che ho, regia di Monica Vullo e Riccardo Mosca – miniserie TV (2025)

### Cortometraggi
- Windows, regia di Joseph Tito (2004)
- Margherita, regia di Marco Speroni (2005)
- Primo mare, regia di Marcello Di Noto (2009)
- Quando a Roma nevica, regia di Andrea Baroni (2015)
- Luce, regia di Marco Napoli (2015)
- Il padre di mia figlia, regia di Carlo Alberto Biazzi (2016)
- Atestalta, regia di Michele Tataranni (2017)
- Mio fratello, regia di Paolo Strippoli (2019)
- 9 su 10, regia di Andrea Baroni (2019)

## Teatro
- Gli innamorati di Carlo Goldoni, regia di Bruno Mazzali
- I capricci di Marianna di Alfred de Musset, regia di Gianfranco Varetto (1983)
- Mal vu mal dit di Samuel Beckett, regia di Bruno Mazzali (1985)
- Aiace di Sofocle, regia di Bruno Mazzali (1985)
- L'anatra all'arancia di William Douglas-Home e Marc-Gilbert Sauvajon, regia di Alberto Gagnarli (1985)
- La tentazione di Patrizia Valduga, regia di Bruno Mazzali (1986)
- Il complice di Friedrich Dürrenmatt, regia di Bruno Mazzali (1986)
- Gige e il suo anello di Friedrich Hebbel, regia di Bruno Mazzali (1986)
- Per filo e per segno di Luca Archibugi, regia di Mattia Sbragia (1987)
- Sosta vietata di Valter Lupo, regia di Mattia Sbragia (1988)
- Cronaca di Leopoldo Trieste, regia di Mario Ferrero (1988)
- Una stanza al buio di Giuseppe Manfridi, regia di Ennio Coltorti (1990)
- ...e i topi ballano, testo e regia di Mattia Sbragia (1992)
- La confessione, monologo Forse mi chiamo Francesca di Luca De Bei, regia di Walter Manfrè, Taormina Arte (1993)
- Zot, testo e regia di Duccio Camerini (1994)
- Oberon di Ugo Chiti, regia di Patrick Rossi Gastaldi, Benevento Città Spettacolo (1995)
- Plastica di Duccio Camerini, regia di Ennio Coltorti, Todi Festival (1995)
- Il seduttore di Diego Fabbri, regia di Giancarlo Sepe (1996)
- Luna di miele, testo e regia di Roberto Cavosi (1998)
- Atridi di Michele Di Martino, regia di Maurizio Panici (1998)
- Anonimo veneziano di Giuseppe Berto, regia di Maddalena Fallucchi (2000)
- Tre sorelle di Anton Čechov, regia di Maurizio Panici (2003)
- L'uomo, la bestia e la virtù di Luigi Pirandello, regia di Fabio Grossi, Teatro Eliseo di Roma (2006)
- La visita di Ettore Scola, Ruggero Maccari, Antonio Pietrangeli, regia di Duccio Camerini (2009)
- A cena con amici di Donald Margulies, regia di Paolo Zuccari (2011)
- Marble di Marina Carr, regia di Paolo Zuccari (2011)
- Una cena armena di Paola Ponti, regia di Danilo Nigrelli (2011)
- Oro a Forcella da Anna Maria Ortese, regia di Alessandro Cutolo, Teatro Stabile di Napoli (2013)
- Le muse orfane di Michel Marc Bouchard, regia di Paolo Zuccari (2017)
- Terror di Ferdinand von Schirach, regia di Kami Manns (2018)
- Vieni avanti, cretina! di Serena Dandini (2022)
- Le Volpi di Lucia Franchi e Luca Ricci (2023)
- Iliade. Il gioco degli dèi, testo di Francesco Niccolini, liberamente ispirato all'Iliade di Omero, regia di Alessio Boni, Roberto Aldorasi e Marcello Prayer, con Alessio Boni, Marcello Prayer e Jun Ichikawa (2023-in corso)

## Radio
- Lughnasa - Danza d’agosto di Brian Friel, regia Gianfranco Varetto (Rai Radio 3, 2002)
- Teatrogiornale, scritto e diretto da Roberto Cavosi (Rai Radio 3, 2003)
- Chiodo fisso - Mikrokosmos, quindici commedie brevi scritte da Roberto Cavosi, regia di Roberto Cavosi e Antonio Audino (Rai Radio 3, 2009-2010)
- Tutta l'umanità ne parla (Rai Radio 3, 2017)

## Riconoscimenti
- Nastro d'argento
  - 2000 – Candidatura alla migliore attrice non protagonista per Prima del tramonto[2]
  - 2020 – Candidatura alla migliore attrice in un film commedia per Tolo Tolo[3]
  - 2021 – Candidatura alla migliore attrice in un film commedia per Il ladro di cardellini
  - 2023 – Candidatura alla migliore attrice in un film commedia per Il grande giorno